# Hollis Conway
Hollis Conway, né le 8 janvier 1967 à Chicago, est un athlète américain spécialiste du saut en hauteur qui s'est illustré en remportant plusieurs médailles lors des Jeux olympiques et des Championnats du monde.

## Biographie
Hollis Conway fait ses débuts sur la scène internationale lors des Jeux olympiques de 1988 à Séoul en terminant à la troisième place du concours du saut en hauteur, à deux centimètres seulement du vainqueur, le Soviétique Gennadiy Avdeyenko. En 1989, lors des Championnats NCAA, il améliore à deux reprises le record des États-Unis en plein air pour le porter à 2,39 m, réalisant ainsi la meilleure performance de sa carrière. Il remporte l'année suivante la finale des Goodwill Games et franchit par deux fois la barre de 2,38 m lors de meetings européens.
Aux Championnats du monde en salle 1991 de Séville, Conway remporte son premier grand titre international en réalisant 2,40 m, devançant notamment Artur Partyka et Javier Sotomayor. La même année, il s'impose à l'Universiade de Sheffield et décroche la médaille de bronze des Jeux panaméricains de La Havane et des Championnats du monde en plein air de Tokyo remportés par Charles Austin. En 1992, il termine à la troisième place de la finale des Jeux olympiques de Barcelone qui voit cinq athlètes franchir la barre de 2,34 m. Sotomayor remporte finalement le concours au nombre d'essais réussis.
L'américain s'est également illustré en remportant à dix reprises les Championnats des États-Unis d'athlétisme (5 fois en extérieur et 5 fois en salle).
Il est élu au Temple de la renommée de l'athlétisme des États-Unis en 2015.

## Principaux résultats
| Date | Compétition                    | Lieu                       | Résultat |
| ---- | ------------------------------ | -------------------------- | -------- |
| 1988 | Jeux olympiques                | Séoul, Corée du Sud        | 2e       |
| 1990 | Goodwill Games                 | Seattle, États-Unis        | 1er      |
| 1991 | Championnats du monde en salle | Séville, Espagne           | 1er      |
| 1991 | Universiade                    | Sheffield, Grande-Bretagne | 1er      |
| 1991 | Jeux panaméricains             | La Havane, Cuba            | 3e       |
| 1991 | Championnats du monde          | Tokyo, Japon               | 3e       |
| 1992 | Jeux olympiques                | Barcelone, Espagne         | 3e       |